# Альпийский разлом

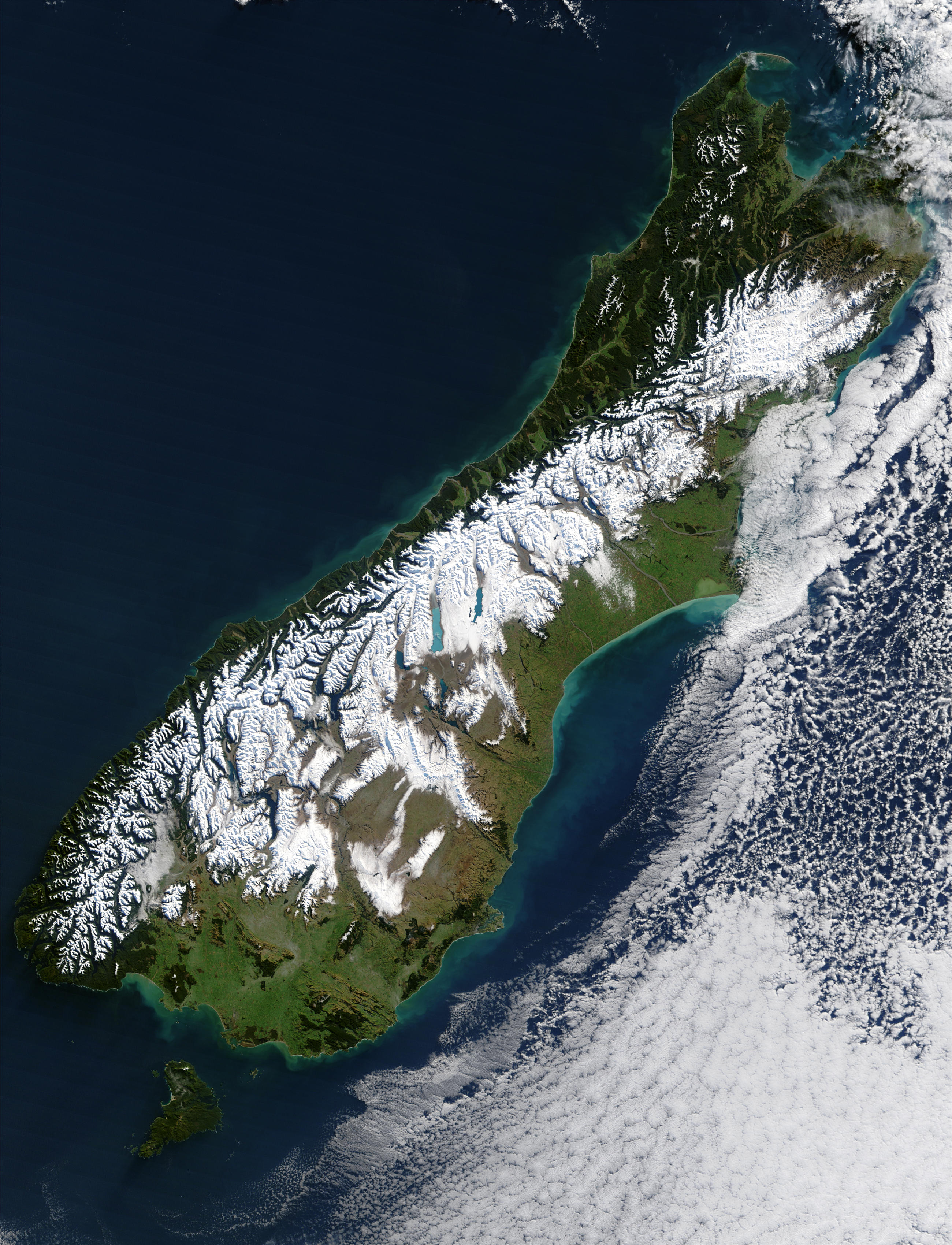
Снег очерчивает уступы (куэсты), сформированные Альпийским разломом в северо-западной части Южных Альп у западного побережья Южного острова Новой Зеландии. Этот спутниковый снимок сделан после метели в июле 2003 года.

Движение литосферных плит вдоль Альпийского разлома деформирует Зеландия (микроконтинент), смещая его южную часть (находящуюся на Тихоокеанской плите) к северо-западной части, находящейся на Индо-Австралийской плите.

Альпи́йский разло́м (англ. Alpine Fault) — правосторонний сдвиговый геологический разлом, проходящий практически по всей длине Южного острова Новой Зеландии. Это трансформный разлом, расположенный в зоне поддвига Тихоокеанской тектонической плиты под Австралийскую плиту. В зоне разлома происходит разворот Австралийской плиты относительно Тихоокеанской против часовой стрелки со скоростью 2-5 см/год, очень быстро по геологическим меркам. Перемещения земной коры в зоне разлома и связанные с ними землетрясения привели к образованию Южных Альп. Массив горных пород, круто поднимающийся с юго-восточной стороны разлома является результатом конвергенции плит.
Считается, что альпийский разлом связан с системой разломов Макквари в жёлобе Пюисегюр в юго-западной части Южного острова. Оттуда Альпийский разлом проходит вдоль западного хребта Южных Альп и разделяется на множество небольших правосторонних сбросов горизонтального смещения к северу от перевала Артура, известных как система разломов Марлборо. Эта система состоит из разломов: Уаирау, Хоуп, Аватере и Кларенс. По ней смещение тектонических плит передаётся от Альпийского разлома до впадины Хикуранги на севере. Разлом Хоуп, как полагают исследователи, является основным продолжением Альпийского разлома.

## Землетрясения
В зоне Альпийского разлома и его северных ответвлений происходили сильные землетрясения:
- 1848 — Марлборо, магнитуда 7,5
- 1888 — Кентербери[англ.], магнитуда 7,3
- 1929 — перевал Артура[англ.], магнитуда 7,1
- 1929 — Мерчисон[англ.], магнитуда 7,8
- 1968 — Инангахуа[англ.], магнитуда 7,1
- 2003 — Фьордленд, магнитуда 7,1
- 2009 — Фьордленд, магнитуда 7,8

## Основные тектонические сдвиги

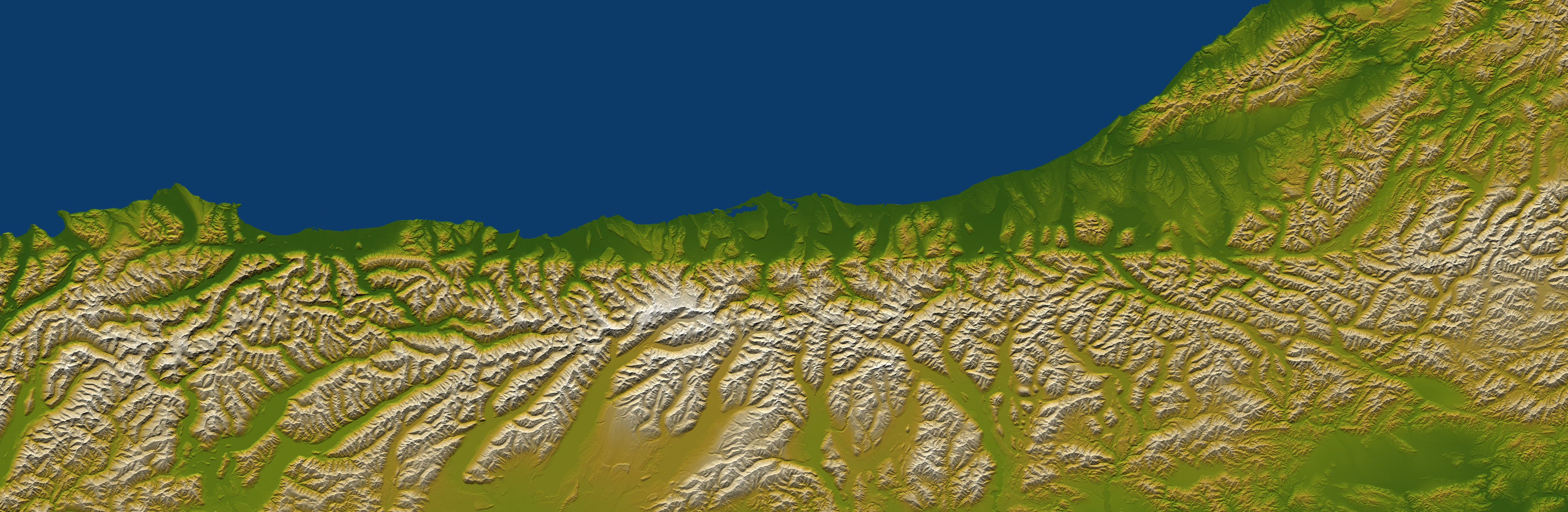
На карте высот Южного острова Альпийский разлом выделяется прямой линией, протяжённостью 495 км. Северо-запад наверху

На протяжении последней тысячи лет в Альпийском разломе произошло четыре крупных смещения тектонических плит, вызвавших землетрясения магнитудой 8 и выше. Они случились в 1100, 1450, 1620 и 1717 годах, с интервалом от 100 до 350 лет. Землетрясение 1717 года затронуло около двух третей разлома в южной его части, смещения горных пород произошли на участке протяжённостью около 400 км. Учёные пришли к выводу, что похожее землетрясение может случиться в любой момент, так как с 1717 года прошло больше времени, чем между предыдущими сильными землетрясениями.
Исследователи из GNS Science построили 8000-летнюю модель 24 последних крупных землетрясений, случившихся в южной части Альпийского разлома, по отложениям в Хокури-крик около озера Мак-Керроу на севере Фьордленда. По геологическим меркам 850-километровый Альпийский разлом оказался необычайно последовательным, тектонические сдвиги в нём происходят в среднем каждые 330 лет, с интервалом от 140 до 510 лет.
Большие тектонические сдвиги могут также вызвать землетрясения в разломах к северу от Альпийского разлома. Существуют свидетельства почти одновременных сдвигов в Альпийском разломе, в разломе Веллингтон и других крупных разломах на севере, случившихся как минимум два раза за последние 1000 лет.